# Thereva glauca
Thereva glauca är en tvåvingeart som beskrevs av Krober 1913. Thereva glauca ingår i släktet Thereva och familjen stilettflugor. Inga underarter finns listade i Catalogue of Life.